# Leslie Jones (Schauspielerin)

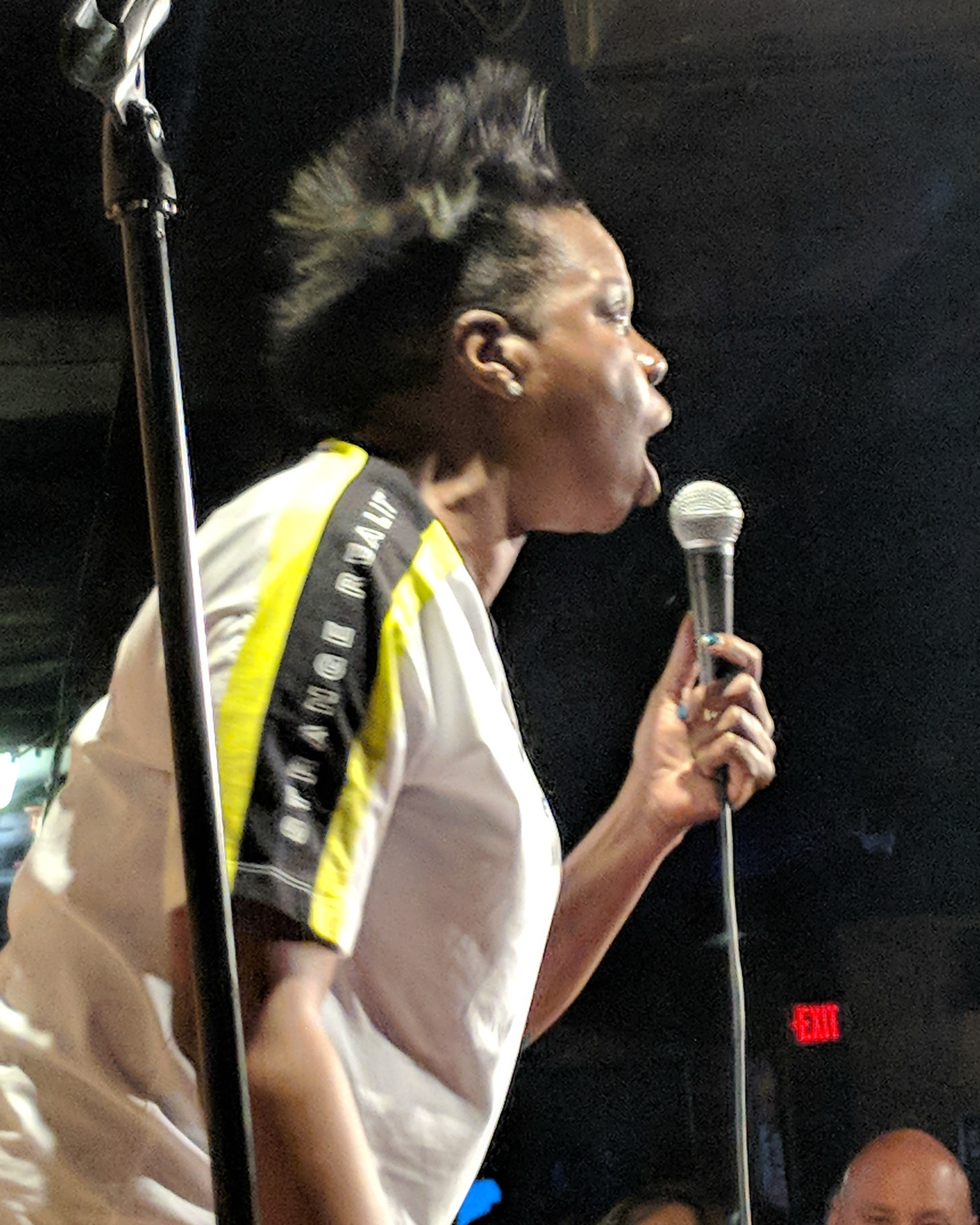
Leslie Jones

Leslie Jones (* 7. September 1967 in Memphis, Tennessee) ist eine US-amerikanische Komikerin und Schauspielerin. Bekannt wurde sie durch die Fernsehserie Saturday Night Live, für die sie 2017 und 2018 für den Emmy als Beste Nebendarstellerin in einer Comedyserie nominiert wurde.

## Leben
Leslie Jones wurde in Memphis, Tennessee geboren. Ihr Vater war bei der United States Army, so dass die Familie anfangs häufig umzog. Jones ging zur Highschool in Lynwood, Kalifornien und besuchte die Chapman und Colorado State University mit einem Basketballstipendium. Sie war unentschlossen bei der Berufswahl und wechselte einige Male ihre Hauptfächer.
1987 begann Jones mit Stand-up-Comedy am College und gewann den Wettbewerb Lustigste Person am Campus. Sie verließ die Schule und zog nach Los Angeles. Sie trat in Clubs auf und arbeitete in einem Restaurant und bei UPS. Nach schlechten Kritiken und Buhrufen aus dem Publikum war sie entmutigt und trat einige Jahre nicht mehr auf Comedybühnen auf.
Sie spielte Gastrollen in verschiedenen Fernsehserien, darunter Dark Angel und The League, sowie Nebenrollen in Filmen wie Leslie Nielsen ist sehr verdächtig und National Security.
Ende 2013 bewarb sie sich bei Saturday Night Live und wurde zunächst als Autorin engagiert. Im Oktober 2014 wurde sie zum Besetzungsmitglied befördert. Mit 47 Jahren ist sie dabei die älteste Person in der SNL-Geschichte, die Mitglied der Show wurde.
Im Januar 2015 wurde bekannt gegeben, dass Leslie Jones an der Seite von Melissa McCarthy, Kristen Wiig und Kate McKinnon im Reboot von Ghostbusters – Die Geisterjäger eine Hauptrolle übernimmt. Der Film erschien im Juli 2016 in den US-amerikanischen Kinos. 2017 wurde sie in die Academy of Motion Picture Arts and Sciences (AMPAS) aufgenommen, die jährlich die Oscars vergibt.
Bei den 46th US-People’s Choice Awards gewann die Schauspielerin 2020 in der Kategorie The Comedy Act of 2020.

## Filmografie
Filme
- 1999: Aus Liebe zum Spiel
- 2003: National Security
- 2006: Repos
- 2007: Gangsta Rap: The Glockumentary
- 2008: Internet Dating
- 2010: Something Like a Business
- 2010: Lottery Ticket
- 2010: The Company We Keep
- 2012: House Arrest
- 2012: Christmas in Compton (aka One Bad Christmas)
- 2014: Top Five
- 2014: Kony Montana(aka Michael Blackson is Kony Montana)
- 2015: We Are Family
- 2015: Dating Queen
- 2016: Ghostbusters (Ghostbusters: Answer the Call)
- 2016: Sing
- 2016: Masterminds
- 2019: Angry Birds 2 – Der Film (The Angry Birds Movie 2, Stimme)
- 2021: Der Prinz aus Zamunda 2 (Coming 2 America)

Fernsehsendungen
- 2001–2002: The Way We Do It
- 2004: girl friends – Freundschaft mit Herz (eine Folge)
- 2007: Mind of Mencia (zwei Folgen)
- 2010: Problem Child: Leslie Jones (aka Big Les: Problem Child)
- 2012: Daddy Knows Best (eine Folge)
- 2013: Sullivan and Son
- 2013: See Dad Run (eine Folge)
- 2013: The League (eine Folge)
- 2014–2019: Saturday Night Live
- 2014: Workaholics (eine Folge)
- 2015: The Awesomes (eine Folge)
- 2016: The Blacklist (eine Folge)
- 2020: Supermarket Sweep (Moderation)
- 2022: Our Flag Means Death

## Nominierungen
Primetime Emmy Award
- 2017: Nominierung als „Beste Nebendarstellerin in einer Comedyserie“ für Saturday Night Live
- 2018: Nominierung als „Beste Nebendarstellerin in einer Comedyserie“ für Saturday Night Live